# Burgstelle Herrenhof
Die Burgstelle Herrenhof ist eine abgegangene hochmittelalterliche Befestigung auf einem Hügel in der Ortslage Lichtentanne der Gemeinde Probstzella im Landkreis Saalfeld-Rudolstadt in Thüringen.

## Lage
Die Anlage der Turmhügelburg (Motte) liegt im Thüringer Schiefergebirge, in der Ortsmitte von Lichtentanne (Rundlingsdorf) und ist als Hügel erkennbar. Reste der Befestigung und Gräben sind noch vorhanden, Teile der Burgstelle sind modern überbaut.

## Geschichte
Über die Ursprünge der Burg ist wenig bekannt. Sie diente bis 1337 als Eigenbefestigung der Ortsadeligen von Lichtentanne und Schmiedebach und gehörte von da an den Grafen von Weimar-Orlamünde, nach einer Erbteilung 1414 der Gräfenthaler Linie. Graf Otto XI. lebte hier, nachdem er das Schloss Wespenstein an die Wettiner veräußert hatte. 1425 fiel auch Lichtentanne an Wettin und wurde ein Rittergut unter kurfürstlich-sächsischer Lehenshoheit. Lehensnehmer wurden die Herren von Könitz. Nach ihnen saßen hier Angehörige der Rittergeschlechter von Vippach (1570), von Watzdorf (1612), von Plassenberg (1730), von Breitenbauch (1740), von Schönfeld (1783) und von Holleben (1794). Heute ist die Burgstelle ein geschütztes Bodendenkmal.